# Hopman Cup 2007
De Hopman Cup 2007 (met de officiële naam Hyundai Hopman Cup) werd gehouden van 30 december 2006 tot en met 5 januari 2007. De Hopman Cup is een internationaal landentoernooi voor gemengde tennisteams, die in een ontmoeting twee enkelspelen en een gemengd dubbelspel spelen. Het toernooi wordt sinds 1989 ieder jaar in Perth gehouden, in Australië. Het was de 19e editie van het toernooi; Rusland won het voor de eerste keer.

## Deelnemers volgens rangschikking
| 1. | Rusland          | Nadja Petrova 6 en Dmitri Toersoenov 22       |    | 5.        | Australië                                | Alicia Molik 163 en Mark Philippoussis 112 |
| 2. | Spanje           | Anabel Medina Garrigues 27 en Tommy Robredo 7 | 6. | Kroatië   | Sanja Ančić 180 en Mario Ančić 9         |                                            |
| 3. | Tsjechië         | Lucie Šafářová 41 en Tomáš Berdych 13         | 7. | Frankrijk | Tatiana Golovin 22 en Jérôme Haehnel 213 |                                            |
| 4. | Verenigde Staten | Ashley Harkleroad 86 en Mardy Fish 47         | 8. | India     | Sania Mirza 66 en Rohan Bopanna 262      |                                            |

## Groepsfase

### Groep A
| Pos. | Land             | W | V | Wedstr. | Sets    |
| ---- | ---------------- | - | - | ------- | ------- |
| 1.   | Rusland          | 2 | 1 | 6 – 3   | 13 – 6  |
| 2.   | Frankrijk        | 2 | 1 | 5 – 4   | 10 – 10 |
| 3.   | Australië        | 2 | 1 | 4 – 5   | 8 – 12  |
| 4.   | Verenigde Staten | 0 | 3 | 3 – 6   | 9 – 12  |

#### Wedstrijden
| Australië                         | - | Rusland                           | 2 - 1         |
| --------------------------------- | - | --------------------------------- | ------------- |
| Alicia Molik                      | - | Nadja Petrova                     | 6-2, 2-6, 6-2 |
| Mark Philippoussis                | - | Dmitri Toersoenov                 | 6-4, 7-60     |
| Alicia Molik / Mark Philippoussis | - | Nadja Petrova / Dmitri Toersoenov | 6-78, 1-6     |

| Frankrijk                        | - | Verenigde Staten               | 2 - 1          |
| -------------------------------- | - | ------------------------------ | -------------- |
| Tatiana Golovin                  | - | Ashley Harkleroad              | 6-3, 4-6, 6-2  |
| Jérôme Haehnel                   | - | Mardy Fish                     | 7-5, 4-6, 7-64 |
| Tatiana Golovin / Jérôme Haehnel | - | Ashley Harkleroad / Mardy Fish | walk-over      |

| Rusland                           | - | Verenigde Staten               | 2 - 1    |
| --------------------------------- | - | ------------------------------ | -------- |
| Nadja Petrova                     | - | Ashley Harkleroad              | 6-3, 6-0 |
| Dmitri Toersoenov                 | - | Mardy Fish                     | 1-6, 4-6 |
| Nadja Petrova / Dmitri Toersoenov | - | Ashley Harkleroad / Mardy Fish | 6-3, 7-5 |

| Frankrijk                        | - | Australië                         | 3 - 0       |
| -------------------------------- | - | --------------------------------- | ----------- |
| Tatiana Golovin                  | - | Alicia Molik                      | 7-5, 6-2    |
| Jérôme Haehnel                   | - | Mark Philippoussis                | 4-1, opgave |
| Tatiana Golovin / Jérôme Haehnel | - | Alicia Molik / Mark Philippoussis | walk-over   |

| Frankrijk                        | - | Rusland                           | 0 - 3     |
| -------------------------------- | - | --------------------------------- | --------- |
| Tatiana Golovin                  | - | Nadja Petrova                     | 6-72, 0-6 |
| Jérôme Haehnel                   | - | Dmitri Toersoenov                 | 1-6, 4-6  |
| Tatiana Golovin / Jérôme Haehnel | - | Nadja Petrova / Dmitri Toersoenov | 4-6, 2-6  |

| Australië                    | - | Verenigde Staten               | 2 - 1         |
| ---------------------------- | - | ------------------------------ | ------------- |
| Alicia Molik                 | - | Ashley Harkleroad              | 3-6, 6-4, 6-4 |
| Nathan Healey                | - | Mardy Fish                     | 1-6, 4-6      |
| Alicia Molik / Nathan Healey | - | Ashley Harkleroad / Mardy Fish | 6-4, 7-5      |

### Groep B
| Pos. | Land     | W | V | Wedstr. | Sets    |
| ---- | -------- | - | - | ------- | ------- |
| 1.   | Spanje   | 2 | 1 | 6 – 3   | 14 – 8  |
| 2.   | India    | 2 | 1 | 5 – 4   | 11 – 11 |
| 3.   | Tsjechië | 1 | 2 | 4 – 5   | 9 – 11  |
| 4.   | Kroatië  | 1 | 2 | 3 – 6   | 8 – 12  |

#### Wedstrijden
| India                       | - | Tsjechië                       | 2 - 1          |
| --------------------------- | - | ------------------------------ | -------------- |
| Sania Mirza                 | - | Lucie Šafářová                 | 6-2, 6-2       |
| Rohan Bopanna               | - | Tomáš Berdych                  | 2-6, 2-6       |
| Sania Mirza / Rohan Bopanna | - | Lucie Šafářová / Tomáš Berdych | 6-3, 5-7, 7-65 |

| Spanje                                  | - | Kroatië                   | 3 - 0         |
| --------------------------------------- | - | ------------------------- | ------------- |
| Anabel Medina Garrigues                 | - | Sanja Ančić               | 6-3, 6-1      |
| Tommy Robredo                           | - | Mario Ančić               | 3-6, 7-5, 6-3 |
| Anabel Medina Garrigues / Tommy Robredo | - | Sanja Ančić / Mario Ančić | 6-4, 6-2      |

| Spanje                                  | - | Tsjechië                       | 1 - 2         |
| --------------------------------------- | - | ------------------------------ | ------------- |
| Anabel Medina Garrigues                 | - | Lucie Šafářová                 | 6-4, 4-6, 4-6 |
| Tommy Robredo                           | - | Tomáš Berdych                  | 5-7, 1-6      |
| Anabel Medina Garrigues / Tommy Robredo | - | Lucie Šafářová / Tomáš Berdych | 7-5, 6-2      |

| Kroatië                   | - | India                       | 1 - 2          |
| ------------------------- | - | --------------------------- | -------------- |
| Sanja Ančić               | - | Sania Mirza                 | 2-6, 3-6       |
| Mario Ančić               | - | Rohan Bopanna               | 7-62, 7-64     |
| Sanja Ančić / Mario Ančić | - | Sania Mirza / Rohan Bopanna | 6-3, 3-6, 6-79 |

| Spanje                                  | - | India                       | 2 - 1           |
| --------------------------------------- | - | --------------------------- | --------------- |
| Anabel Medina Garrigues                 | - | Sania Mirza                 | 3-6, 6-1, 6-3   |
| Tommy Robredo                           | - | Rohan Bopanna               | 6-2, 6-3        |
| Anabel Medina Garrigues / Tommy Robredo | - | Sania Mirza / Rohan Bopanna | 7-65, 2-6, 6-79 |

| Tsjechië                       | - | Kroatië                   | 1 - 2     |
| ------------------------------ | - | ------------------------- | --------- |
| Lucie Šafářová                 | - | Sanja Ančić               | 6-4, 6-3  |
| Tomáš Berdych                  | - | Mario Ančić               | 6-72, 4-6 |
| Lucie Šafářová / Tomáš Berdych | - | Sanja Ančić / Mario Ančić | walk-over |

## Finale
| Rusland                           | - | Spanje                                  | 2 - 0         |
| --------------------------------- | - | --------------------------------------- | ------------- |
| Nadja Petrova                     | - | Anabel Medina Garrigues                 | 6-0, 6-4      |
| Dmitri Toersoenov                 | - | Tommy Robredo                           | 6-4, 7-5      |
| Nadja Petrova / Dmitri Toersoenov | - | Anabel Medina Garrigues / Tommy Robredo | niet gespeeld |